# Universiteit van Makerere
De Universiteit van Makerere in Kampala is de grootste en op een na oudste instelling voor Hoger Onderwijs in Oeganda. Ze ligt op de heuvel de Makerere, een van de zeven heuvels waarop Kampala gebouwd is, in de wijk Makerere. Het is een van de meest prestigieuze universiteiten van Afrika. De universiteit komt in de rankings voor als eerste van het land, vierde van Afrika en 696e van de wereld.
De universiteit is de alma mater van vele postkoloniale Afrikaanse leiders, zoals de voormalige president van Oeganda Milton Obote, de eerste president van Tanzania Julius Nyerere, voormalige president van Tanzania Benjamin Mkapa, de voormalige president van Kenia Mwai Kibaki en de huidige president van de Democratische Republiek Congo, Joseph Kabila. In de jaren volgend op de onafhankelijkheid was de Universiteit van Makerere een bolwerk van schrijvers en dichters, die belangrijk waren voor de vorming van nationaal cultureel besef in Afrika.

## Geschiedenis
In januari 1922 werd in Kampala een technische school opgericht, die later hernoemd zou worden tot Uganda Technical College. Hier begonnen 14 studenten met het studeren voor timmerman, bouwvakker of monteur. Later werd het instituut uitgebreid met studies in de richtingen verpleegkunde, landbouw, diergeneeskunde en een lerarenopleiding. In de jaren 30 van de twintigste eeuw ontwikkelde de instelling tot een instituut voor hoger onderwijs.
In 1949 werd het een University College onder de Universiteit van Londen. Het afronden van een studie leidde dan ook tot een diploma aan die laatste universiteit. Deze samenwerking duurde tot 29 juni 1963 toen de Universiteit van Oost-Afrika werd opgericht, waar het University College deel van uit ging maken. Op 1 juli 1970 splitste de Universiteit van Oost-Afrika zich op waardoor drie nieuwe, onafhankelijke universiteiten ontstonden: de Universiteit van Nairobi (Kenia), de Universiteit van Dar es Salaam (Tanzania) en de Universiteit van Makerere.

## Colleges,schoolsen faciliteiten
In 2011 veranderde de universiteit van faculteitssysteem naar een systeem met colleges en schools. Er zijn momenteel 9 colleges en 1 school. Deze zijn weer verder onderverdeeld in afdelingen.
De 9 colleges zijn:
- College voor Landbouw- en Milieukunde
- College voor Bedrijfskunde en Management
- College voor Informatica en IT
- College voor Educatie
- College voor Techniek, Ontwerpen en Kunsten
- College voor Gezondheidswetenschappen
- College voor Geesteswetenschappen en Sociale Wetenschappen
- College voor Natuurwetenschappen
- College voor Diergeneeskunde en Bioveiligheid

De school is:
- School voor Rechtsgeleerdheid

De Universiteitsbibliotheek werd opgericht in 1949. Naast haar functie als een academische bibliotheek is het ook de plek waar alle publicaties uit Oeganda opgeslagen worden. Tevens vervult de bibliotheek een rol voor de Verenigde Naties.
Op het terrein van de universiteit zijn ook drie godsdienstige faciliteiten: een moskee voor islamitische studenten (sinds 1948), de St. Franciskapel voor studenten van de Kerk van Oeganda en de St. Augustinekapel voor Rooms-Katholieke studenten (beide sinds 1955). Desondanks is de Universiteit van Makerere een seculiere universiteit.
Daarnaast is er een aantal sportfaciliteiten, zoals een zwembad, een rugbyveld (The Graveyard), voetbalvelden, tennisbanen, een atletiekbaan, basketbalvelden, squashbanen en een cricketveld. Sportteams van de universiteit spelen lokaal en internationaal wedstrijden. Sommige teams doen mee in de nationale competitie van hun discipline, met als bekendste voorbeeld de Impris Rugby Club die in 1998 de nationale titel won.

## Campussen
Het grootste deel van de studies wordt gegeven op de hoofdcampus in Kampala. De universiteit beschikt echter over nog twee campussen op andere plekken in het land. Er is een campus in Fort Portal, zo'n 311 kilometer (via de weg) ten westen van Kampala, en er is een campus in Jinja, 83 kilometer (via de weg) ten oosten van Kampala. In Fort Portal worden de bacheloropleidingen computerwetenschappen, informatietechnologie, rechtsgeleerdheid, ontwikkelingsstudies en toerisme aangeboden, en in Jinja kunnen de bacheloropleidingen handelswetenschappen, business administration, landmeetkunde, economie en bedrijfsstatistieken worden gevolgd.

## Alumni
Bekende alumni van de Universiteit van Makerere zijn:
- Godfrey Binaisa (1920-2010), voormalig president van Oeganda, studeerde rechten
- Julius Nyerere (1922-1999), voormalig president van Tanzania, deed een lerarenopleiding
- Joseph Kabila (1971), president van de Democratische Republiek Congo
- Mwai Kibaki (1931), voormalig president van Kenia, studeerde economie, politicologie en geschiedenis
- Benedicto Kiwanuka (1922-1972), voormalig minister-president van Oeganda
- Yusuf Lule (1912-1985), voormalig president van Oeganda
- Benjamin Mkapa (1938), voormalig president van Tanzania, studeerde Engels
- Apolo Nsibambi (1938), voormalig minister-president van Oeganda, studeerde economie
- Milton Obote (1925-2005), voormalig president van Oeganda